# Galena Park (Teksas)
Galena Park je grad u američkoj saveznoj državi Teksas. Prema popisu stanovništva iz 2010. u njemu je živjelo 10.887 stanovnika.